# Harry Wouters van der Oudenweyer
Harry Wouters van der Oudenweyer (1933-2020) fue un jinete neerlandés que compitió en la modalidad de salto ecuestre. Ganó una medalla de oro en el Campeonato Europeo de Saltos Ecuestres de 1977, en la prueba por equipos.

## Palmarés internacional
| Campeonato Europeo | Campeonato Europeo | Campeonato Europeo | Campeonato Europeo |
| Año                | Lugar              | Medalla            | Categoría          |
| ------------------ | ------------------ | ------------------ | ------------------ |
| 1977               | Viena (Austria)    | Medalla de oro     | Por equipos        |